# 도요다촌 (도치기현)
도요다촌(豊田村)은 도치기현의 남부, 시모쓰가군에 속했던 촌이다.

## 역사
- 1889년 4월 1일 - 정촌제 시행에 의해 시모쓰가군 호즈미촌이 성립하였다.
- 1955년 2월 11일 - 호즈미촌, 나카촌과 합병해, 미타촌이 되었다.

## 인구
- 1920년…6,148명
- 1925년…6,419명
- 1930년…6,491명
- 1935년…6,551명
- 1940년…6,589명
- 1947년…8,184명
- 1950년…7,977명

## 교통

### 철도
- 일본국유철도 (현 동일본 여객철도)
  - 료모선